# Burgnac

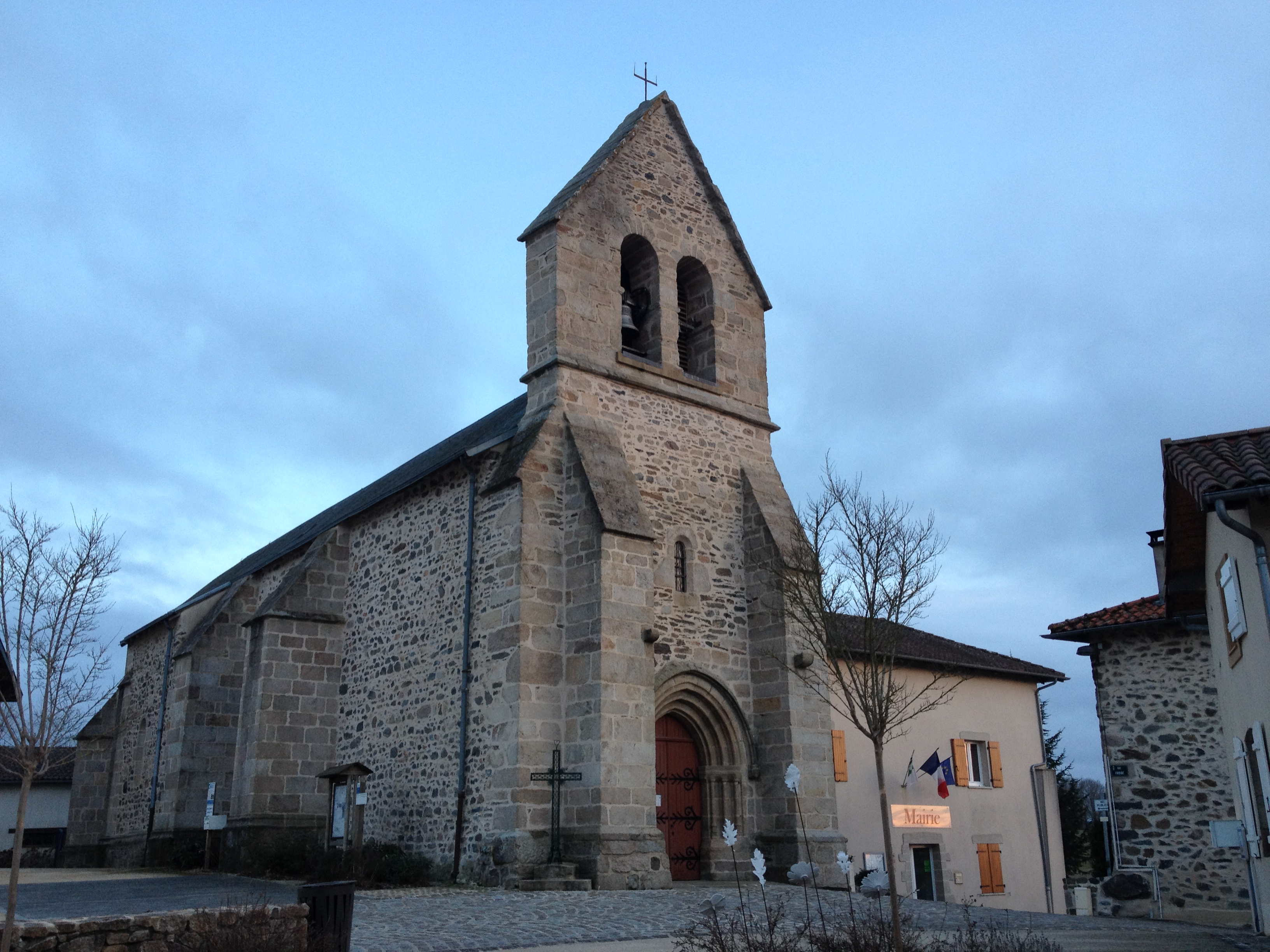
Die Kirche Saint-Médard und das Rathaus in Burgnac

Burgnac ist eine Gemeinde in Frankreich. Sie gehört zur Region Nouvelle-Aquitaine, zum Département Haute-Vienne, zum Arrondissement Limoges und zum Kanton Aixe-sur-Vienne. Sie grenzt im Norden an Beynac, im Nordosten an Bosmie-l’Aiguille, im Osten an Jourgnac, im Süden an Meilhac, im Südwesten an Lavignac und im Westen an Saint-Martin-le-Vieux.

## Bevölkerungsentwicklung
| Jahr      | 1962 | 1968 | 1975 | 1982 | 1990 | 1999 | 2008 | 2013 |
| --------- | ---- | ---- | ---- | ---- | ---- | ---- | ---- | ---- |
| Einwohner | 314  | 309  | 268  | 382  | 475  | 544  | 731  | 826  |

## Sehenswürdigkeiten
- Romanische Kirche Saint-Médard